# Underhill
Underhill es el nombre que recibe el área del norte de la isla de Pórtland, en el condado de Dorset, Inglaterra. Tiene la característica de ser muy empinada y en ella se encuentran las localidades de Fortuneswell (la más grande de las ocho que existen en la isla), Chiswell y Castletown. En resto de Pórtland es conocido como Tophill, un área de pendientes mucho más suaves.
- Datos: Q7883697